# Léa Pool
Pour les articles homonymes, voir Pool.
Léa Pool, née le 8 septembre 1950 à Genève, est une réalisatrice, scénariste, monteuse et productrice canado-suisse.

## Biographie

### Arrivée au Québec (1975-1983)
Léa Pool est née à Genève et y vit jusqu'à ses 5 ans, avant que sa famille ne déménage à Lausanne. En 1975, à l'âge de 25 ans, elle émigre au Québec.
En 1978, elle obtient un baccalauréat spécialisé en communications à l'Université du Québec à Montréal. Depuis, elle a réalisé de nombreux documentaires, films de court et long métrage, ainsi que des émissions de télévision.
Depuis le début de sa carrière, Léa Pool poursuit une démarche cinématographique originale. En 1978, elle coréalise et monte Laurent Lamerre, portier puis elle scénarise, réalise et produit Strass Café, un moyen métrage d'une heure en 16 mm dont le ton et le style évoque le cinéma de Marguerite Duras. Strass Café est primé dans quatre festivals, dont celui de Sceaux en France en 1981.
De 1980 à 1983, elle réalise pour Radio-Québec (aujourd'hui Télé-Québec) 10 émissions de la série Planète sur les minorités culturelles puis, l'année suivante, Éva en transit, émission sur la chanteuse française Éva.
De 1978 à 1983, elle donne des cours sur le cinéma et la vidéo à l'Université du Québec à Montréal.

### Débuts en longs métrages (1984-1993)
En 1984, elle scénarise et réalise son premier long métrage de fiction, La Femme de l'hôtel, qui est accueilli avec enthousiasme par la critique et le public. Puis, elle scénarise et réalise Anne Trister en 1986, dernier volet du triptyque sur la difficile quête de l'identité féminine, un film invité à une quinzaine de festivals internationaux.
À corps perdu en 1988, l'adaptation du roman Kurwenal de Yves Navarre, vient confirmer la place importante qu'occupe Léa Pool dans la cinématographie québécoise et canadienne. Il reçoit le Premier prix de la revue Première au Festival de francophonie de Namur et le Prix de l'excellence de l'Atlantic film Festival de Halifax. En 1990, Léa Pool tourne son premier long métrage documentaire, Hotel Chronicles, dans le cadre de la série Parler d'Amérique de l'Office national du film.
Toujours en 1990, Léa Pool retourne en Suisse pour y réaliser son quatrième long métrage de fiction, La Demoiselle sauvage. Coscénarisé avec Michel Langlois et Laurent Gagliardi, le film adapte une nouvelle de Corinna Bille et met en vedette l'actrice québécoise Patricia Tulasne et l'acteur allemand Matthias Habich,. Le film est présenté en première au Festival des Films du Monde de Montréal en septembre 1991.
En 1991, elle signe Rispondetemi, un des six segments du film Montréal vu par..., une œuvre conçue dans le cadre du 350e anniversaire de Montréal et signé par un collectif regroupant aussi les cinéastes Patricia Rozema, Denys Arcand, Michel Brault, Atom Egoyan et Jacques Leduc. En 1992-1993, elle scénarise et réalise son cinquième long métrage de fiction Mouvements du désir, qui est mis en nomination dans huit catégories au Génie Awards dont les catégories de la meilleure réalisation et la meilleure scénarisation et qui est présenté au Sundance film Festival en Utah.

### Renommée internationale (1994-...)
En octobre 1994, le Festival de Blois (France) présente une rétrospective de son œuvre cinématographique et le ministère de la Culture de France lui décerne le titre de chevalier de l'Ordre des Arts et des Lettres de France.
En 1994-1995, elle réalise deux documentaires d’une heure pour la télévision dans le cadre d'une série de six émissions bilingues intitulée Femmes : Une histoire inédite, portant sur l'émancipation des femmes. En 1996, elle réalise un court métrage intitulé Lettre à ma fille, pour le Musée de la civilisation (Québec). En 1997-1998, elle coscénarise et réalise un documentaire sur la vie et l’œuvre de Gabrielle Roy, l’une des plus grandes auteures de la littérature canadienne.
En 1998-1999, elle réalise son sixième long métrage intitulé Emporte-moi, une œuvre en partie autobiographique centrée sur l'éveil d'une adolescente. Léa Pool écrit le scénario d'Emporte-moi en collaboration avec Nancy Huston, qui tient d'ailleurs un petit rôle dans le film. C'est une Karine Vanasse alors débutante qui joue le rôle principal. Ce long métrage de fiction est sélectionné pour l’ouverture des Rendez-vous du cinéma québécois et remporte le Prix Spécial du Jury œcuménique en compétition officielle au 49e Festival International de Berlin.
Depuis 1989, elle reçoit plusieurs hommages à travers le monde. La qualité de son travail est soulignée en Suisse, en France, au Japon (à Tokyo), en Belgique, en Suède, en Italie, au Canada (à Toronto) et aux États-Unis, à Denver, Berkeley, Princeton, Chicago, Boston, New York (au Musée d'art moderne [MOMA]) et à Seattle, entre autres.
En 1993, elle reçoit le Prix d'excellence Émergence de l'Université du Québec à Montréal.
En 2000, elle réalise Lost and Delirious/Rebelles , une coproduction Québec-Ontario, écrit par Judith Thompson et tiré du roman The Wives of Bath de Susan Swan. Le film met en vedette Piper Perabo et Jessica Paré dans le rôle de deux adolescentes qui vivent une amitié particulière. Premier tournage de Léa Pool en anglais, Lost and Delirious est aussi le premier film qu'elle réalise sans avoir participé au scénario. Le film est lancé au festival de Berlin en février 2001.
En 2002, elle aborde une nouvelle fois le thème de l'enfance avec le long-métrage The Blue Butterfly/Le Papillon bleu, mettant en vedette William Hurt et Pascale Bussières. Le film, une coproduction Québec-Angleterre, est écrit par Peter McCormack et raconte un épisode de la vie de l’entomologiste Georges Brossard, qui avait accompagné un enfant malade dans sa quête d'un papillon rare.
En 2004-2005, elle anime pour l’Union des artistes des ateliers d’interprétation devant la caméra et de 2004 à 2006 elle enseigne la mise en scène au cinéma à l’UQAM.
En 2006, elle reçoit trois prix pour l'ensemble de son œuvre. D'abord le Prix Reconnaissance de l'université du Québec à Montréal, puis le Prix des Femmes de mérite de la Fondation Y des femmes et enfin le prix Albert-Tessier, soit la plus haute distinction décernée chaque année par le gouvernement du Québec en reconnaissance de son talent exceptionnel et de son apport remarquable dans le domaine cinématographique.
En 2007, elle scénarise et réalise un des documentaires de la série Hidden Lives, produit par la CBC (Canadian Broadcasting Corporation), visant à faire découvrir la vie insoupçonnée d’individus de son quartier. Elle aborde à nouveau les émois de la jeunesse avec Maman est chez le coiffeur. Basé sur un scénario largement autobiographique d'Isabelle Hébert, le film est centré sur une adolescente, incarnée par Marianne Fortier, dont la mère quitte brusquement la maison.
En 2008-2009, Léa Pool réalise le drame familial La dernière fugue, adapté du roman Une belle mort (2005) de Gil Courtemanche. Le film est une coproduction Québec/Luxembourg et porte sur un homme, interprété par Jacques Godin, qui est condamné à mourir d’une maladie dégénérative.
De 2009 à 2011, elle scénarise et réalise Pink Ribbons Inc./L'industrie du ruban rose, un long-métrage documentaire de l’ONF (Office national du film du Canada) sur l'industrie qui profite du cancer du sein.
En 2014, elle réalise et co-scénarise avec Marie Vien, le long-métrage La Passion d’Augustine. Céline Bonnier y incarne une religieuse enseignant dans un pensionnat au cours des années 1960. Gros succès public et critique, La Passion d’Augustine, sorti en 2015, remporte 6 prix au Gala du cinéma québécois 2016 dont meilleur film et meilleure réalisatrice. Léa Pool devient ainsi la première femme à obtenir le prix de la mise-en-scène à ce Gala depuis sa création en 1999. Le filn reçoit aussi les prix pour meilleure actrice (Céline Bonnier), meilleure actrice de soutien (Diane Lavallée), meilleurs costumes et meilleure coiffure.
L’année 2016 sera marquée par la réalisation d’un documentaire long-métrage intitulé Double Peine (dont le tournage a débuté en 2015) sur l'effet de la séparation mère-enfants des mères emprisonnées un peu partout à travers le monde et par la réalisation du long-métrage Et au pire, on se mariera d’après le roman éponyme de Sophie Bienvenu avec laquelle elle co-signe le scénario. Ce film, une co-production Canada/Suisse, permet à Léa Pool d'aborder une fois de plus le thème du désarroi de l'adolescence. Mais cette fois-ci, l'accueil plutôt tiède.
Tout au long de sa carrière, elle a participé en tant que membre du jury aux festivals internationaux de Chicago, Locarno (Suisse) et Taormina (Italie). De plus, elle a récolté à 3 reprises le prix Jutra pour le film s’étant le plus illustré hors Québec avec Emporte-moi, Rebelles et Maman est chez le coiffeur. 
Parallèlement à son impressionnante carrière de cinéaste, elle partage ses connaissances tant comme chargé de cours en scénarisation et en réalisation à l’Université du Québec à Montréal, de 1982 à ce jour et à l’Institut national de l’image et du son (INIS), de 1998 à 2009, que comme formatrice dans le cadre d'ateliers intensifs de jeu d’acteurs devant la caméra pour l’Union des Artistes (UDA), de 2004 à ce jour et de préparation aux auditions. De plus, en 2000, elle a donné une formation au Centre des Arts de Banff, intitulée « Woman in a director’s chair ». En 2013, elle a reçu le titre de membre de l'Ordre du Canada et en 2017 on lui décerne le prestigieux Prix Hommage de Ciné-Québec.

## Filmographie

### Comme réalisatrice
- 1978 : Laurent Lamerre, portier
- 1980 : Strass Café
- 1984 : La Femme de l'hôtel (en)
- 1986 : Anne Trister
- 1988 : À corps perdu (d'après le roman Kurwenal ou La Part des êtres d'Yves Navarre)
- 1990 : Hotel Chronicles
- 1991 : Segment Rispondetemi du film Montréal vu par…
- 1991 : La Demoiselle sauvage
- 1994 : Mouvements du désir
- 1995 : Femmes : Une histoire inédite (Woman: A True Story)
- 1998 : Gabrielle Roy
- 1999 : Emporte-moi
- 2001 : Rebelles (Lost and Delirious)
- 2004 : Le Papillon bleu (The Blue Butterfly)
- 2008 : Maman est chez le coiffeur
- 2010 : La Dernière Fugue
- 2012 : L'Industrie du ruban rose (en) (Pink Ribbons, Inc.)
- 2015 : La Passion d’Augustine
- 2017 : Double peine
- 2017 : Et au pire, on se mariera[22],[23].
- 2024 : Hôtel Silence

### Comme scénariste
- 1980 : Strass Café
- 1984 : La Femme de l'hôtel
- 1986 : Anne Trister
- 1988 : À corps perdu
- 1990 : Hotel Chronicles
- 1991 : La Demoiselle sauvage
- 1994 : Mouvements du désir
- 1998 : Gabrielle Roy
- 1999 : Emporte-moi
- 2009 : La Dernière Fugue
- 2012 : L'industrie du ruban rose (Pink Ribbons, Inc. (en))
- 2015 : La Passion d’Augustine
- 2017 : Et au pire, on se mariera[22],[23].
- 2024 : Hôtel Silence

### Comme monteuse
- 1978 : Laurent Lamerre, portier
- 1980 : Strass Café

### Comme productrice
- 1980 : Strass Café

## Distinctions
- Prix L.-E.-Ouimet-Molson en 1984 pour La Femme de l'hôtel.
- Meilleur film canadien pour La Femme de l'hôtel.
- Prix œcuménique, Festival de Berlin pour Anne Trister
- 2000 - Prix du cinéma suisse pour Emporte-moi[1]
- 2000 - Prix Jutra du film s'étant le plus illustré hors Québec pour Emporte-moi[24]
- 2002- Prix Jutra du film s'étant le plus illustré hors Québec pour Lost and Delirious[24].
- 2008- Prix Jutra du film s'étant le plus illustré hors Québec pour Maman est chez le coiffeur
- 2016 - 6 Prix au Gala du cinéma québécois pour La Passion d'Augustine[21]